# ديفيد مكراي
ديفيد مكراي (بالألمانية: David McCray)‏ مواليد 06 نوفمبر 1986، هو لاعب كرة سلة ألماني بدأ مسيرته الاحترافية في سنة 2003 ويحمل الرقم 4. يبلغ طوله 6 قدم 2 بوصة (1.9 م).

## روابط خارجية
- ديفيد مكراي على موقع الدوري الأوروبي لكرة السلة (الإنجليزية)
- ديفيد مكراي على موقع كرة السلة الأوروبية.كوم (الإنجليزية)
- ديفيد مكراي على موقع ريلجم (الإنجليزية)
- ديفيد مكراي على موقع بروبوليرز (الإنجليزية)
- ديفيد مكراي على موقع سبورتس رفرنس (الإنجليزية)